# Kampioenschap van Vlaanderen 1990
Il Kampioenschap van Vlaanderen 1990, settantacinquesima edizione della corsa, si svolse il 7 settembre 1990 su un percorso di 175 km, con partenza e arrivo a Koolskamp. Fu vinto dal belga Hendrik Redant della Lotto-Superclub davanti ai suoi connazionali Wilfried Peeters e Dirk Demol.

## Ordine d'arrivo (Top 10)
| Pos. | Corridore        | Squadra                           | Tempo    |
| ---- | ---------------- | --------------------------------- | -------- |
| 1    | Hendrik Redant   | Lotto-Superclub                   | 4h25'00" |
| 2    | Wilfried Peeters | Histor-Sigma                      |          |
| 3    | Dirk Demol       | Lotto-Superclub                   |          |
| 4    | Luc Govaerts     | Westwood-Ibea                     |          |
| 5    | Henri Dorgelo    | IOC-Tulip Computers               |          |
| 6    | Ludwig Willems   | Lotto-Superclub                   |          |
| 7    | Chris Scharmin   | La William-Saltos-Fodua-Euroclean |          |
| 8    | Frank Hoste      | La William-Saltos-Fodua-Euroclean |          |
| 9    | Peter Huyghe     | IOC-Tulip Computers               |          |
| 10   | Guy Rooms        | Westwood-Ibea                     |          |